# KTH Osquars
KTH Osquars, KTH-AFF, förening för amerikansk fotboll vid Tekniska Högskolans Studentkår vid KTH.
Seniorerna har som mest spelat i SAFF, division 1 östra.